# باشگاه فوتبال پتروکیمیا پوترا
باشگاه فوتبال پتروکیمیا پوترا یک باشگاه فوتبال اندونزیایی مستقر در گرسیک، جاوه شرقی، اندونزی بود. آنها آخرین بار در لیگ دسته اول اندونزی بازی کردند. آنها با پرسگرس گرسیک ادغام شدند و در سال ۲۰۰۵ به گرسیک یونایتد تبدیل شدند.

## افتخارات
- دسته برتر لیگ اندونزی
  - قهرمانی (۱): ۲۰۰۲[۱]
- مسابقات باشگاهی آسه‌آن
  - مقام سوم (۱): ۲۰۰۳